# 폴리차이루프 110
《폴리차이루프 110》(독일어: Polizeiruf 110)는 1971년부터 현재까지 방영된 독일의 범죄 드라마이다.